# Юбецу (річка)
Річка Юбецу (яп. 湧別川, юбецу ґава) — річка в Японії на острові Хоккайдо, що протікає по території округу Охотськ і впадає в Охотське море. За японською класифікацією належить до річок першого класу і є головною артерією однойменної річкової системи.

## Географія
Джерело річки розташоване в повіті Момбецу на горі Тенґу, що лежить на південний захід від містечка Енґару, звідки вона тече на північний схід. На околиці містечка Юбецу (біля району Мінато) впадає в Охотське море. 